# Johannes Weber
Johannes Weber (ur. 23 marca 1902 w Wierzbnicy, zm. 11 października 1949) – zbrodniarz hitlerowski, SS-Sturmmann, członek załogi obozu koncentracyjnego Auschwitz-Birkenau.
Z zawodu był młynarzem i rolnikiem. Członek SS od 15 lipca 1942, gdy otrzymał przydział do kompanii szkoleniowej przy obozie Auschwitz. Od listopada 1942 Weber pełnił służbę jako kucharz w kuchni w Birkenau, początkowo w obozie kobiecym, następnie w męskim. Nierzadko znęcał się nad więźniami, którzy przychodzili do kuchni po żywność. Szczególnie maltretował Cyganów, których nazywał „czarnymi Żydami”.
Po zakończeniu wojny Weber został osądzony w pierwszym procesie oświęcimskim przez Najwyższy Trybunał Narodowy w Krakowie i skazany 22 grudnia 1947 na 15 lat pozbawienia wolności. Zmarł w więzieniu podczas odbywania kary.